# شهرکرد
شَهرِکُرد مرکز استان چهارمحال و بختیاری و شهرستان شهرکرد است. براساس آمار سال ۱۳۹۵ خورشیدی، جمعیت شهرکرد برابر با ۱۹۰٬۴۴۱ نفر است نام پیشین آن، «دِهْکُرد» بوده است که پس از تبدیل به شهر در شهریور ۱۳۱۴ خورشیدی به شهرکرد تغییر نام داد. بیشتر ساکنان شهرکرد شیعه دوازده‌امامی هستند. شهرکرد در دامنه زاگرس و در ارتفاع ۲۰۶۰ تا ۲۳۵۰ متری از سطح دریا قرار گرفته است و مرتفع‌ترین مرکز استان در ایران است و از همین رو به بام ایران نیز شهرت یافته است.
شهرکرد به شهر ملی نمد شهرت دارد.

## نام
شهرکرد تا شهریور ۱۳۱۴، دِهکُرد نامیده می‌شد و از این تاریخ با تصویب فرهنگستان ایران به شهرکرد تغییر نام یافت. واژه «دِهکرد» از دو بخش «دِه» + «کرد» تشکیل شده است.
ریشه نام گذاری دهکرد با شعر زیر بی‌مناسبت نیست:
| وِراهم از شبان نام است و هم کُرد |  | گذر از انتهایش رود دهکرد |
| کنون وسعتی از شرق و غرب است    |  | جنوبش را فتاده دشت دهکرد |

در متون تاریخی کمتر نامی از دهکُرد برده شده است؛ و از زمان پیدایش و شکل‌گیری دهکُرد و خصوصیات اجتماعی و اقتصادی نخستین ساکنان این آبادی اطلاع دقیقی در دست نیست. با توجه به جایگاه طبیعی منطقه و چمنزار جنوبی دشت دهکرد می‌توان حدس زد که عمدتاً به کار دامپروری اشتغال داشته‌اند، شاید واژه «کُرد» به معنی «گله دار»، از نام اولیه ساکنینی این منطقه گرفته شده است. و این شهر که سابقاً دهکرد نامیده می‌شد به معنی محل سکونت کُردان (به معنای گله داران) است. قبل از حمله عرب‌ها به ایران، بدون در نظر گرفتن قومیت، زبان و نژاد، به‌طور کلی تمام مردم گله دار را «کُرد» دانسته‌اند.
واژهٔ کُرد در دوران دیرینه شناسیِ پس از حمله اعراب به ایران به معنای رمه گردانان و کوچ‌نشینان ایرانی‌تبار فلات ایران به کار رفته است و معنای قومی ویژه نمی‌داده است.
ابتدا بیشتر این افراد کشاورز و «گله دار» بوده‌اند. این مردمان کسانی هستند که فرهنگ و سنن خویش را پاسداری نموده و آداب و رسوم و آیین‌های کهن این مرز و بوم را نگه داشته‌اند زیرا انتقال دانش و معرفت در دوران‌های پیش بیشتر بر نقل شفاهی استوار بوده، در نتیجه منابع نوشتاری و مکتوب دربارهٔ نام و تاریخ این شهر اندک است. همین که نام «دهکرد» برای اولین بار در دوره زندیه در منابع دیده می‌شود و تا قبل از صفویه در منابع دیده نمی‌شود، شاهدی است بر این مدعا. هرچند که سابقه قلعه دهکرد حداقل مربوط به دوره صفویه می‌باشد و وجود چند قبر قدیمی حاکی از آن است.

## پیشینه
بر اساس یافته‌های باستان‌شناسی، پیدا شدن سکه‌های مربوط به دوران اشکانی و ساسانی، و به خصوص توجّه به استقرار تپه‌های باستانی مربوط به هزاره‌های پیش از میلاد مسیح، قدمتی در حد هزاره‌های مذکور برای استقرار بشر و آغاز تمدن در محدوده دشت شهرکرد یا لار می‌توان منظور نمود.
هیئت‌های باستان‌شناسی در تپه باستانی گورگای و تپه سراب (گنبدک) در شمال شهرکیان نشانه‌هایی مبنی بر قدمت حداقل ۷۰۰۰ساله را یافته‌اند و از این جهت آثار شهرکیان نیز از اهمیت بالایی برخوردار است. بر اساس لایه نگاری انجام شده در تپه سراب، مهم‌ترین سایت دوره نوسنگی زاگرس جنوبی و متعلق به دوره نوسنگی است. تپه سرآب شهرکیان از قدیمی‌ترین سکونت‌گاه انسانی در استان چهارمحال و بختیاری است و بیش از ۸۰۰۰ سال قدمت دارد. از سایر تپه‌های باستانی در شهرکیان، می‌توان به دمیرتپه و قطارتپه با ثبت در آثار ملی ایران اشاره کرد.
در شهر هفشجان، در ۱۴ کیلومتری شهرکرد، سفالینه‌ها و ابزارهای سنگی ابتدایی با پیشینه ۹۰۰۰ ساله بروی تپه‌های باستانی هفشجان کشف شده است و گمان می‌رود که تپه اسکندری شهر هفشجان سازه‌ای شبیه زیگورات (معبد الهی) داشته است. تپه اسکندری اولین و بزرگ‌ترین اثر ملی استان چهارمحال و بختیاری محسوب می‌گردد و به صورت دولت شهری کهن در غرب هفشجان قرار دارد. فعالیت هیئت‌های باستان‌شناسی در این منطقه قدیمترین گمانه زنی‌های باستان‌شناسی استان چهارمحال و بختیاری بوده است.
نام دهکرد تا پیش از سقوط صفویه در هیچ‌یک از اسناد تاریخی مشاهده نشده است بلکه از دوره زندیه به این سو برای اولین بار در منابع دیده می‌شود.
گفته می‌شود مسجد اتابکان، در دوره حکمرانی اتابکان لر بزرگ ساخته شده است که به واسطه قرار گرفتن آن در محوریت بافت قدیم محله، همراه بقعه امامزادگان دو معصوم ،حمام درب امامزاده، آسیاب، بازار لحاف دوزان، میدان درب امامزاده، کارخانه روغن کشی و بازارچه سنتی باعث برجسته تر شدن این محل شده است.

## جایگاه جغرافیایی
شهرکرد بین ۵۰ درجه و ۴۹ دقیقه و ۲۲ ثانیه تا ۵۰ درجه و ۵۳ دقیقه و ۴۴ ثانیه طول و ۳۲ درجه و ۱۸ دقیقه و ۲۲ ثانیه تا ۳۲ درجه و ۲۱ دقیقه و ۵۰ ثانیه عرض جغرافیایی و در ۸۵ کیلومتری جنوب غرب اصفهان قرار گرفته است. به لحاظ توپوگرافی در بخش شمالی رشته کوه زاگرس قرار گرفته است. این شهر با ارتفاع بین ۲۰۷۰ تا ۲۳۱۰ متر از سطح دریا، مرتفع‌ترین مرکز استان در کشور است.

## آب و هوا
شهرکرد دارای اقلیم نیمه خشک سرد با تابستان‌های معتدل و زمستان‌های بسیار سرد است. میانگین سالانه دمای هوا در شهرکرد ۱۱/۵ درجه سانتیگراد می‌باشد. در طول ۳۰ سال گذشته حداقل مطلق دما و حداکثر مطلق دمای ثبت شده در شهرکرد به ترتیب ۳۷ درجه سانتیگراد زیر صفر (بهمن ۱۳۵۰)و ۳۹ درجه سانتیگراد بوده است. سردترین و گرم‌ترین ماه‌های شهرکرد به ترتیب دی و مرداد می‌باشد.
اگرچه در زمستان میزان رطوبت متوسط تا بالا است، میزان بارش در فصولی که کشت صورت می‌گیرد به جز ماه‌های اردیبهشت و فروردین تقریباً به صفر نزدیک است.
| آب و هوای شهرکرد                                             | آب و هوای شهرکرد | آب و هوای شهرکرد | آب و هوای شهرکرد | آب و هوای شهرکرد | آب و هوای شهرکرد | آب و هوای شهرکرد | آب و هوای شهرکرد | آب و هوای شهرکرد | آب و هوای شهرکرد | آب و هوای شهرکرد | آب و هوای شهرکرد | آب و هوای شهرکرد | آب و هوای شهرکرد |
|                                                              | ژانویه           | فوریه            | مارس             | آوریل            | مـــــه          | ژوئـن            | ژوئیـه           | اوت              | سپتامبر          | اکتبـر           | نوامبر           | دسامبر           | سـال             |
| ------------------------------------------------------------ | ---------------- | ---------------- | ---------------- | ---------------- | ---------------- | ---------------- | ---------------- | ---------------- | ---------------- | ---------------- | ---------------- | ---------------- | ---------------- |
| گرم‌ترین C°                                                   | ۸٫۲              | ۱۲٫۶             | ۱۹٫۶             | ۲۷٫۲             | ۲۶٫۸             | ۳۵٫۶             | ۳۹٫۰             | ۳۶٫۰             | ۳۲٫۴             | ۲۶٫۸             | ۲۰٫۸             | ۱۹٫۰             | ۳۹٫۰             |
| میانگین گرم‌ترین‌ها C°                                         | ۰٫۱              | ۵٫۸              | ۱۳٫۶             | ۲۰٫۴             | ۲۳٫۴             | ۳۰٫۶             | ۳۴٫۱             | ۳۲٫۹             | ۲۹٫۷             | ۲۳٫۱             | ۱۴٫۴             | ۱۱٫۰             | ۱۹٫۹             |
| میانگین سردترین‌ها C°                                         | -۱۹٫۰            | -۸٫۸             | -۱٫۶             | ۳٫۶              | ۵٫۰              | ۷٫۸              | ۱۳٫۴             | ۱۱٫۷             | ۵٫۷              | ۱٫۳              | -۱٫۵             | -۴٫۳             | ۱٫۱              |
| سردترین C°                                                   | -۳۲٫۰            | -۱۹٫۲            | -۸٫۶             | -۳٫۶             | ۰٫۲              | ۳٫۶              | ۸٫۴              | ۷٫۰              | ۰٫۲              | -۵٫۲             | -۷٫۴             | -۱۱٫۸            | -۳۷٫۰            |
| منبع: وبگاه اداره هواشناسی چهار محال و بختیاری ۴ ژانویه ۲۰۱۴ |                  |                  |                  |                  |                  |                  |                  |                  |                  |                  |                  |                  |                  |

## جمعیت
بر پایه سرشماری عمومی نفوس و مسکن در سال ۱۳۹۵ جمعیت این شهر ۱۹۰٬۴۴۱ نفر (در ۵۵٬۴۹۲ خانوار) بوده است. شهرکرد نخستین شهر رسمی استان چهارمحال و بختیاری از ۱۵٬۴۷۶ نفر سال ۱۳۳۵ با رشد ۱۲ برابری به ۱۹۰٬۴۴۱ نفر در سال ۱۳۹۵ رسیده است. 

## زبان
به‌طور کلی مردم شهرکرد به زبان‌های فارسی با لهجه شهرکردی، لری بختیاری و ترکی چهارمحالی سخن می‌گویند.طبق ایران اطلس مردم این شهر به ترتیب اکثریت گویش دهکردی و اقلیت ترکی چهارمحالی و گویش بختیاری سخن می گویند.

## صنعت و اقتصاد
اقتصاد سنتی شهرکرد مبتنی بر قالی چالشتر، قفل چالشتر، نمد مالی، گیوه دوزی و کوره‌های آجرپزی است که امروزه با توجه به صنعتی تر شدن جامعه از اهمیت آن کاسته شده است.  درحال حاضر صنایع بزرگ و کارخانه‌های مهمی در نزدیکی شهرکرد واقع شده‌اند که عده زیادی از ساکنان شهرکرد و حومه در آن‌ها مشغول به کار هستند، مهم‌ترین این صنایع عبارتند از:
- فولاد زاگرس شهرکرد
- لوازم خانگی برفاب شهرکرد
- کارخانه تولید خوراک‌آبزیان فرادانه
- کارخانه تولید خوراک‌آبزیان کیمیاگران تغذیه
- فیدار پاتیرا
- سیمان شهرکرد
- گاز کربنیک شهرکرد
- کارخانه نساجی حجاب شهرکیان[۳۴]
- صنایع شیر و لبنی شهرکیان
- کارخانه برفاب شهرکرد

### کارخانه سیمان شهرکرد
کارخانه سیمان شهرکرد در قلب زاگرس مرکزی در استان چهار محال و بختیاری و در ۳۵ کیلومتری شهرکرد در سال ۱۳۸۷ به بهره‌برداری رسید. این واحد تولیدی با دسترسی به معادن بسیار غنی، شرایط منحصر بفردی را در بین تولیدکنندگان داخلی به خود اختصاص داده و با اتکاء به تجارب ارزشمند مدیران، مهندسین و کارکنان و به‌کارگیری پیشرفته‌ترین تکنولوژی و ماشین آلات مدرن قادر به تولید انواع سیمان‌های ۴۲۵–۱، ۵۲۵–۱، تیپ II و تیپ V با مقاومت‌های بسیار بالا گردیده است.
در سال ۱۳۹۲، کارخانه سیمان شهرکرد برای دومین سال متوالی مقام نخست تولید سیمان کشور را کسب کرد.

## مکان‌های مذهبی
- امامزادگان حلیمه و حکیمه خاتون (امامزادگان دو خاتون)، دختران ابراهیم مجاب و از نوادگان موسی کاظم هستند. بنای این امامزاده در هسته مرکزی و تاریخی اولیه شهرکرد قرار گرفته است. از دوره اتابکان لر در سده هفتم هجری قمری، ساختمانی بر روی قبور امامزادگان احداث شد که در دوره مشروطیت و در سال ۱۳۳۰ هجری قمری به دستور میر سید محمد حسینی دهکردی امام جمعه وقت شهرکرد، تخریب و ساختمان کنونی جایگزین آن شده است.[۳۸][۳۹][۴۰]
- امامزاده سید محمد سبزپوش (غرب شهرکرد)
- امامزاده شاهزاده عزیزالله شهرکیان (جنوب شهرکرد)
- مسجد اتابکان (امام صادق)
- مسجد جامع شهرکرد
- سقاخانه ارباب میرزا
- مسجد ابو محمد
- مسجد صاحب الزمان

### مصلی بزرگ امام خمینی
مصلی بزرگ امام خمینی شهرکرد، در زمینی به وسعت ۲۲٬۰۰۰ متر مربع ساخته شده که مساحت زیر بنای مجتمع و مصلا ۳۳۷۴۳ متر مربع است. این مجموعه دارای ۵ کاربری فرهنگی بنام‌های مصلای نماز جمعه –مجموعه فرهنگی مهدیه- کتابخانه – سالن اجتماعات و پژوهشکده قرآنی می‌باشد.

## مراکز فرهنگی
- فرهنگسرای ارشاد
- پردیس سینمایی بهمن
- پردیس سینمایی غدیر
- سینما اندیشه

## سینما
در سال ۱۴۰۲ شهرکرد دارای چندین سینما به نام‌های پردیس سینمایی بهمن با ۹ سالن، سینما غدیر با ۳ سالن و سینما اندیشه با یک سالن است.
- پردیس سینمایی بهمن
- سینما غدیر
- سینما اندیشه

## مراکز آموزش عالی و دانشگاهی
- دانشگاه شهرکرد
- دانشگاه علوم پزشکی شهرکرد
- دانشگاه آزاد اسلامی واحد شهرکرد
- دانشکده دندانپزشکی شهرکرد
- دانشگاه پیام نور مرکز شهرکرد

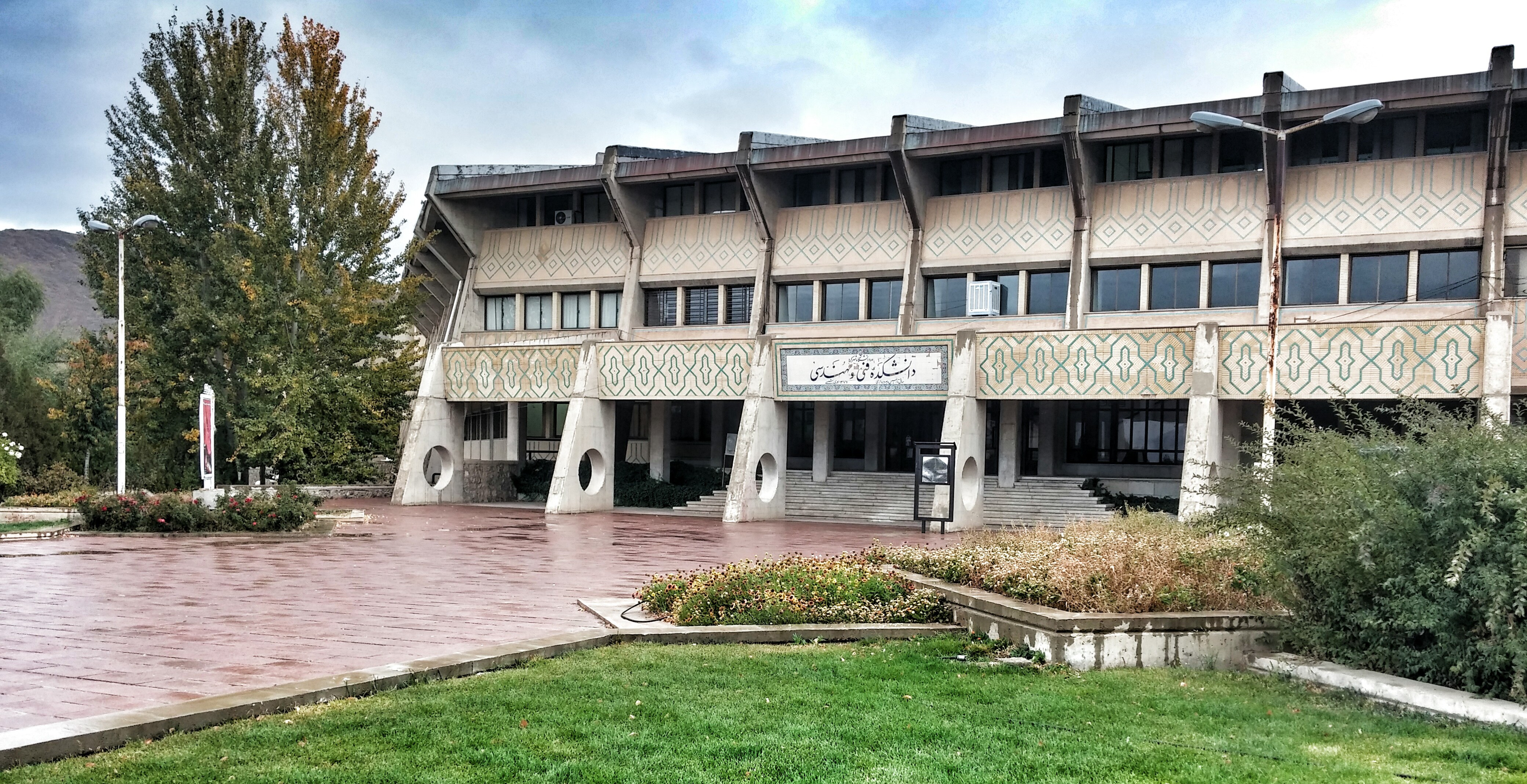
نمایی از دانشکده فنی و مهندسی دانشگاه شهرکرد

- دانشگاه جامع علمی کاربردی چهارمحال و بختیاری
- دانشگاه فرهنگیان، پردیس بحرالعلوم (پسران) و شهید باهنر (دختران)
- دانشگاه ملی مهارت واحد شهرکرد
- دانشکده فنی و حرفه‌ای پسران
- دانشکده فنی و حرفه‌ای دختران
- آموزشکده سما واحد شهرکرد
- دانشگاه نور هدایت شهرکرد
- کانون زبان ایران

## مدارس علمیه
- مدرسه علمیه امامیه
- مدرسه علمیه ولایت
- حوزه علمیه شیخ مفید
- حوزه علمیه سفیران هدایت
- حوزه علمیه خواهران شهرکرد
- حوزه علمیه فاطمیه

## کتابخانه‌های عمومی
- کتابخانه عمومی مولوی
- کتابخانه عمومی حافظ
- کتابخانه عمومی رودکی (نابینایان)
- کتابخانه عمومی امام خمینی
- کتابخانه آیت‌الله سید عطاءالله احمدی
- کتابخانه آیت‌الله نجفی دهکردی
- کتابخانه عمومی امیرکبیر
- کتابخانه عمومی شهدا

## گردشگری

### جاذبه‌های تاریخی
- مسجد اتابکان
- مسجد جامع محبعلی بیگ
- قلعه چالشتر
- مسجد جامع خان
- مسجد جامع چالشتر
- حمام محمدرضا خان
- بازارچه لحاف دوزان
- بازارچه حاج احمد
- حمام درب امامزاده
- موزه باستان‌شناسی(حمام پرهیزگار)
- خانه آزاده[۴۲]
- گورگای تپه
- تپه سراب (گنبدک)
- تپه اسکندری

### جاذبه‌های طبیعی
از جاذبه‌های طبیعی شهرکرد می‌توان به گردشگاه‌های چشمه زنه، چشمه وقت و ساعت (جهان‌بین)، چشمه مایک، کوه جهانبین، غار جهانبین، چشمه باباولی و چشمه تهلیجان اشاره کرد.

### فضای سبز
میانگین سرانه فضای سبز شهرکرد هم اینک ۱۸ متر مربع به ازای هر شهروند است، این در حالی است که میانگین سرانه فضای سبز کشور برای هر شهروند تنها ۱۲ متر مربع است. این میزان فضای سبز در قالب بیش از ۵۰ بوستان محله‌ای و ناحیه‌ای به شهروندان شهرکردی ارائه خدمت می‌کند.
آب و هوای شهرکرد در فصل تابستان، خنک و مطبوع می‌باشد به همین دلیل در روزهای گرم تابستان گردشگران زیادی را میهمان بوستان‌های شهرکرد ازجمله بوستان کوهستانی ملت، قزلحصار، بوستان لاله، چهارباغ و بوستان تهلیجان می‌کند.

## صنایع دستی

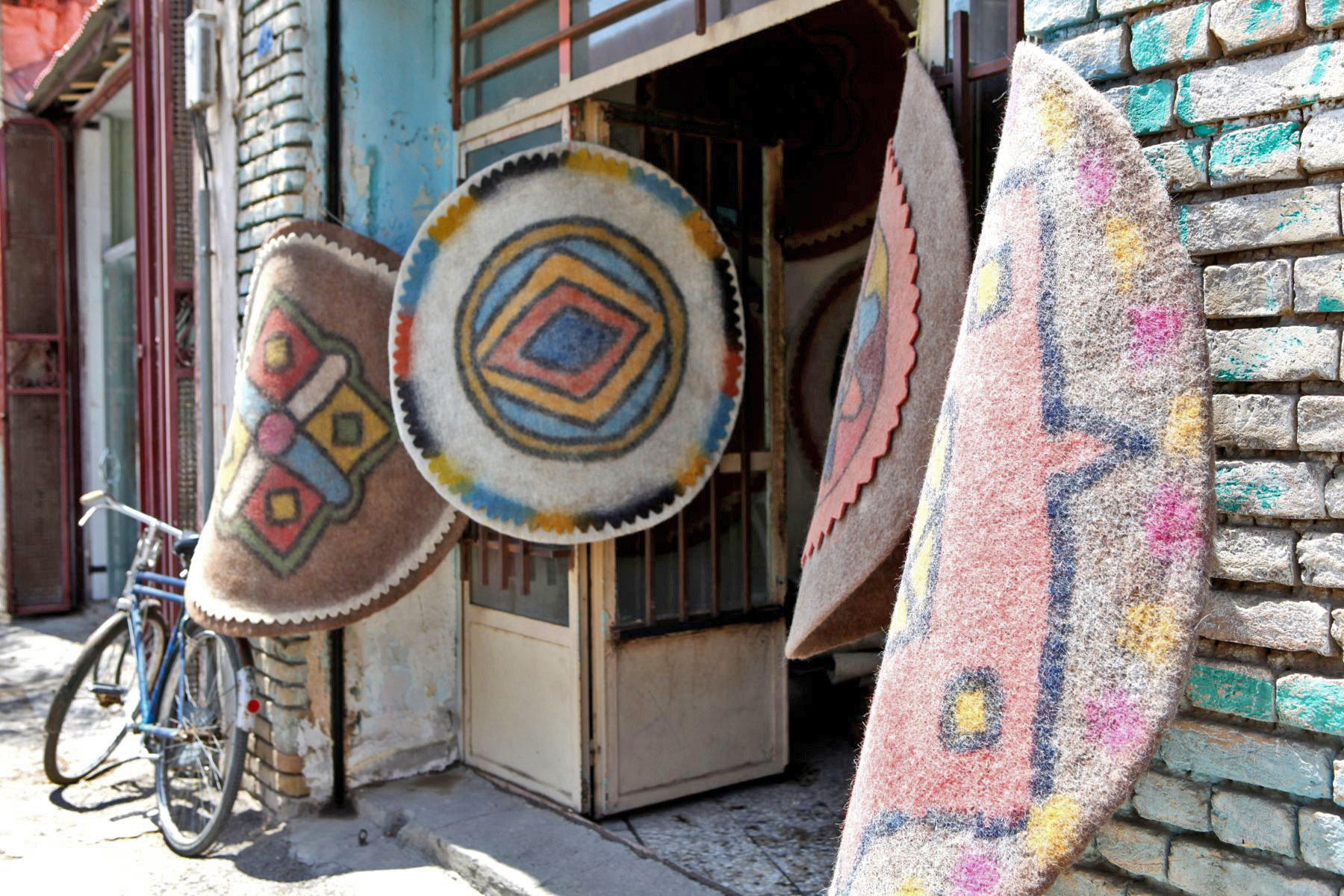
نمدمالی در شهرکرد

صنایع دستی شهرکرد حرف اول را در میان شهرهای ایران می‌زند. عشایر و روستاییان این استان برای گذراندن زندگی خود صنایعی با کیفیت بالا و کاملاً سنتی تولید می‌کنند. از معروف‌ترین و مهم‌ترین آنها می‌توان به چوقا بافی، خرسک بافی، نمکدان بافی، جاجیم بافی، بافت سیاه چادر، گیوه، نمد و «فرش اصیل ایرانی» و قالی بافی که شهره جهانی دارد اشاره کرد. نوع رنگ لاکی مورد استفاده و همچنین سبز خاص قالی بختیاری از مهم‌ترین ویژگی رنگ‌های فرش این استان است که با سایر موارد مشابه در دیگر فرش‌های ایران تفاوت دارد. رنگ‌های مورد استفاده در این قالی‌ها بیشتر در زمینه‌های قرمز، آبی روشن، آبی سیر، سبز، نارنجی و زرد است.
در گذشته زنان عشایر بختیاری در اوقات خاص یا هنگام جابه‌جایی‌های سالانه خود گیاهان رنگدار طبیعی را جمع‌آوری و خشک می‌کردند. سپس با شناختی که از خاصیت رنگ دهی آنها داشتند، آنها را در آب جوشانده و مایه رنگین آنها را استخراج کرده و همراه با دندانه آب انار ترش مورد استفاده قرار می‌دادند و رنگ‌های با ثباتی به دست می‌آوردند. امروزه متأسفانه رنگ‌های باثبات گیاهی جای خود را به رنگ‌های درخشان ولی بی‌ثبات شیمیایی داده‌اند. این روش رنگرزی باعث تندی رنگ‌های خامه می‌شود. در بعضی موارد برای کاستن شدت تندی و پختگی رنگ‌ها، از خاکستر استفاده می‌کنند.
فرش در شهرکرد توسط عشایر و مردمان شهر و روستاهای مختلف تهیه و بافته می‌شود که  به‌دلیل نوع نقشه و نوع بافت مخصوص این مردمان زبانزد شده است. از دیگر صنایع دستی رایج در شهرکرد، گیوه‌دوزی، نمدمالی، زین‌سازی و نیز تولید مواد غذایی محلی نظیر کشک، دوغ و دیگر محصولات جانبی و نیز تهیه و عرضه گیاهان دارویی را می‌توان شرح داد.

### نمدمالی در شهرکرد
یکی از مشهورترین صنایع دستی شهرکرد نمدمالی است. نمدمالی یکی از مشاغل مردم شهرکرد از دیرباز تاکنون بوده است،  درحال حاضر تعدادی از هنرمندان فعال در این عرصه در کوی نمدمالان این شهر در کارگاه‌های کوچک مشغول به‌کار هستند، شهرکرد در سال ۱۳۹۷ پس از پیگیری‌های فراوان به‌عنوان شهر ملی نمد در کشور معرفی شدو دارای نشان یونسکو نیز است، اما هنرمندان این حوزه باتوجه به مشکلات موجود حال و روز مناسبی ندارند. مشکلات گُمرکی، کمبود طرح‌های تجاری‌سازی، تنوع مصنوعات نمدی، برندسازی و بسته‌بندی از مهم‌ترین مشکلات و موانع پیش روی نمد صادراتی شهرکرد است.
در صورت توجه به رویکرد اقتصاد دانش‌بنیان در تولیدات نمد شهرکرد به‌عنوان شهر ملی نمد، بسیاری مشکلات صادراتی این حوزه رفع خواهد شد.
تولیدات نمدی سنتی و نوین شهرکرد به کشورهای مختلفی مانند حاشیه خلیج‌فارس، ایتالیا، ایالات متحده آمریکا و عراق صادر می‌شُد اما به علت بروز مشکلات ناشی از اعمال تحریم‌های اقتصادی علیه ایران حوزه صادرات این هنرصنعت با مشکل مواجه شد اما همچنان صادرات محصولات نمدی به‌صورت چمدانی وجود دارد.

## ورزشگاه‌ها
- ورزشگاه انقلاب
- ورزشگاه جهان پهلوان تختی
- ورزشگاه شهدای دانش آموز[۴۸]

## رسانه‌ها

### صداوسیمای مرکز شهرکرد
صدا وسیمای مرکز چهارمحال و بختیاری شامل شبکه جهانبین و «رادیو شهرکرد» فعالیت خود را به عنوان دفتر خبری چند ماه پیش از پیروزی انقلاب ۱۳۵۷ در قالب تولید محدود برنامه‌های رادیویی آغاز کرد. این مرکز در بهمن ماه ۱۳۶۳ ضمن تبدیل به یک مرکز رادیویی و تلویزیونی، پخش برنامه‌های تلویزیونی را نیز آغاز کرد. در هشتم بهمن ۱۳۸۳ مرحله اول شبکه استانی این مرکز با نام شبکه استانی جهان‌بین راه‌اندازی شد.

### نشریات
در آمار مطبوعات و نشریات استانها؛ استان چهارمحال و بختیاری و شهرکرد با ۴۸ نشریه دارای مجوز و ۱۹ نشریه  درحال انتشار رتبه ۲۳ در فراوانی مجوز انتشار نشریه را در کشور دارد.

## ترابری

### فرودگاه بین‌المللی شهدای شهرکرد
فرودگاه بین‌المللی شهرکرد که یکی از مرتفع‌ترین فرودگاه‌های ایران به‌شمار می‌آید در جنوب شهرکرد و بزرگراه شهرکرد-فارسان واقع شده است. این فرودگاه در سال ۱۳۷۸ به بهره‌برداری رسید. از این فرودگاه در طول هفته پروازهایی به تهران و مشهد صورت می‌گیرد. سهم نشست و برخاست از این فرودگاه در آذرماه ۱۳۹۶ یک دهم درصد (۰٫۱٪) فرودگاه‌های کشور بوده است.

### راه‌آهن
تاکنون شهرکرد فاقد راه‌آهن می‌باشد ولی خط راه‌آهن مبارکه-سفید دشت-شهرکرد که هم‌اکنون در دست احداث است، این شهر را به خط ریلی کشور متصل می‌کند. احداث ایستگاه راه‌آهن شهرکرد در ۱۹ خرداد ۱۴۰۱ آغاز شده و همچنان ادامه دارد. به گفته مسئولان مربوط، در صورت تأمین اعتبار این خط در اواخر سال ۱۴۰۲ افتتاح خواهد شد.

### پایانه مسافربری آزادی
پایانه آزادی شهرکرد به عنوان اصلی ترین پایانه مسافری شهرکرد در جنوب شهرکرد قرار دارد و  به‌طور میانگین روزانه ۱۰  هزار مسافر را جابجا می‌کند. وسعت پایانه مسافربری شهرکرد در حدود ۳ هکتار می‌باشد.

## خواهرخواندگان
- کربلا، عراق[۵۷]
- دوشنبه، تاجیکستان[۵۸]
- ماربورگ، آلمان[۵۹]
- ابروتزو، ایتالیا[۶۰]

## نگارخانه

سالن ورزشی  درحال ساخت شهرکردسالن ورزشی  درحال ساخت شهرکرد
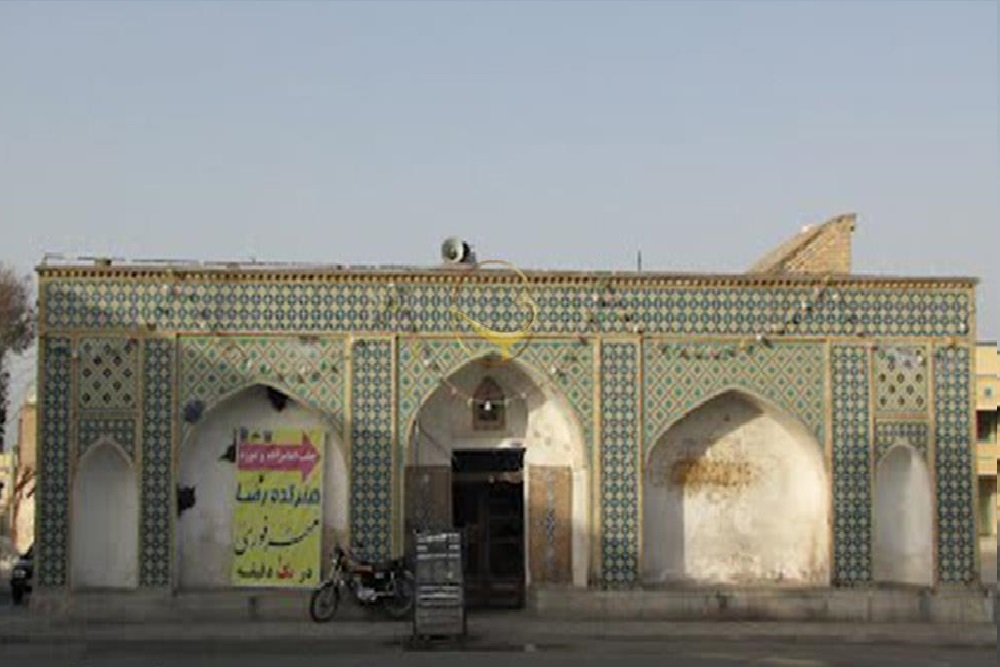
مسجد اتابکان (امام صادق)
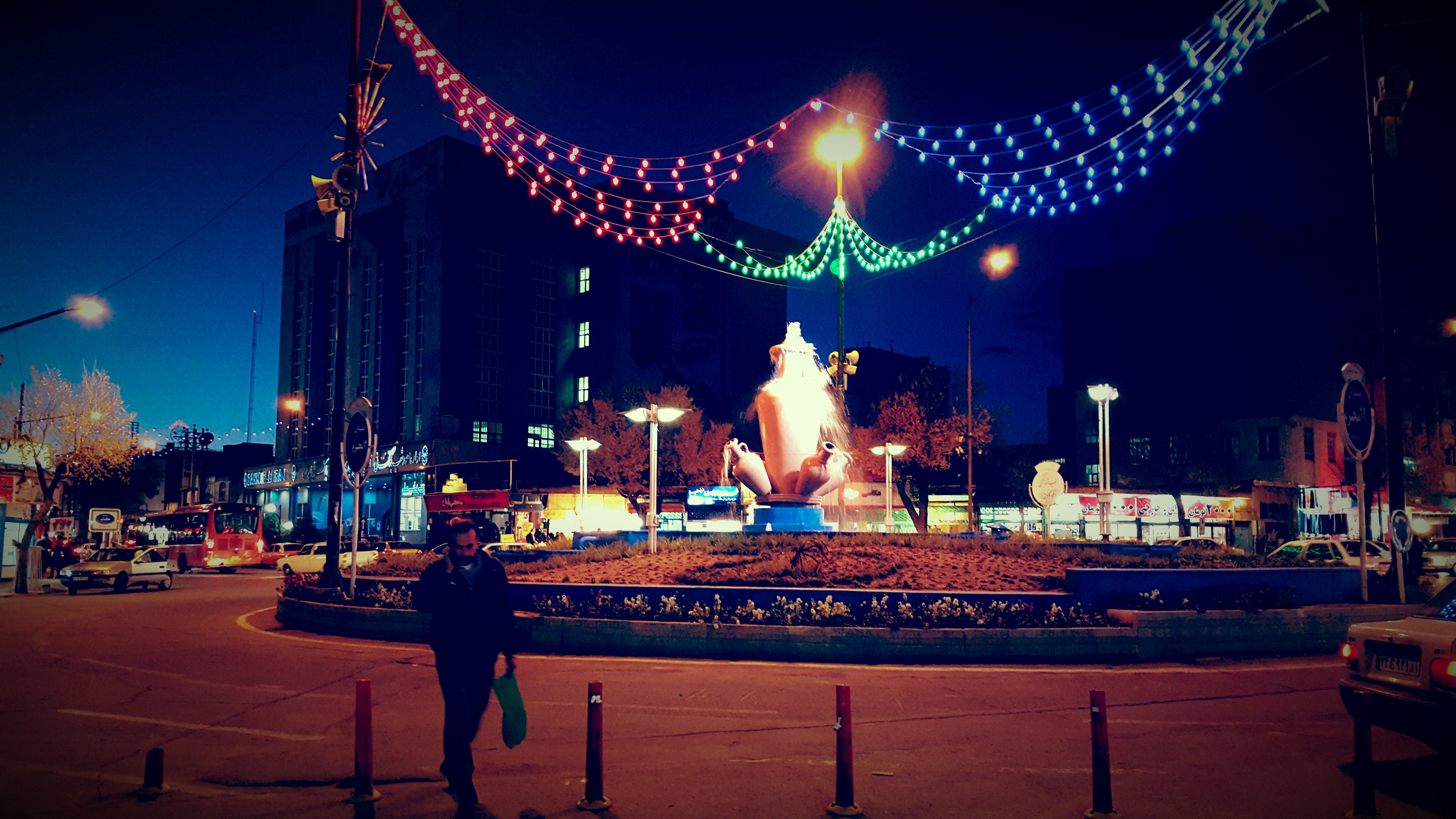
میدان ۱۲ محرم
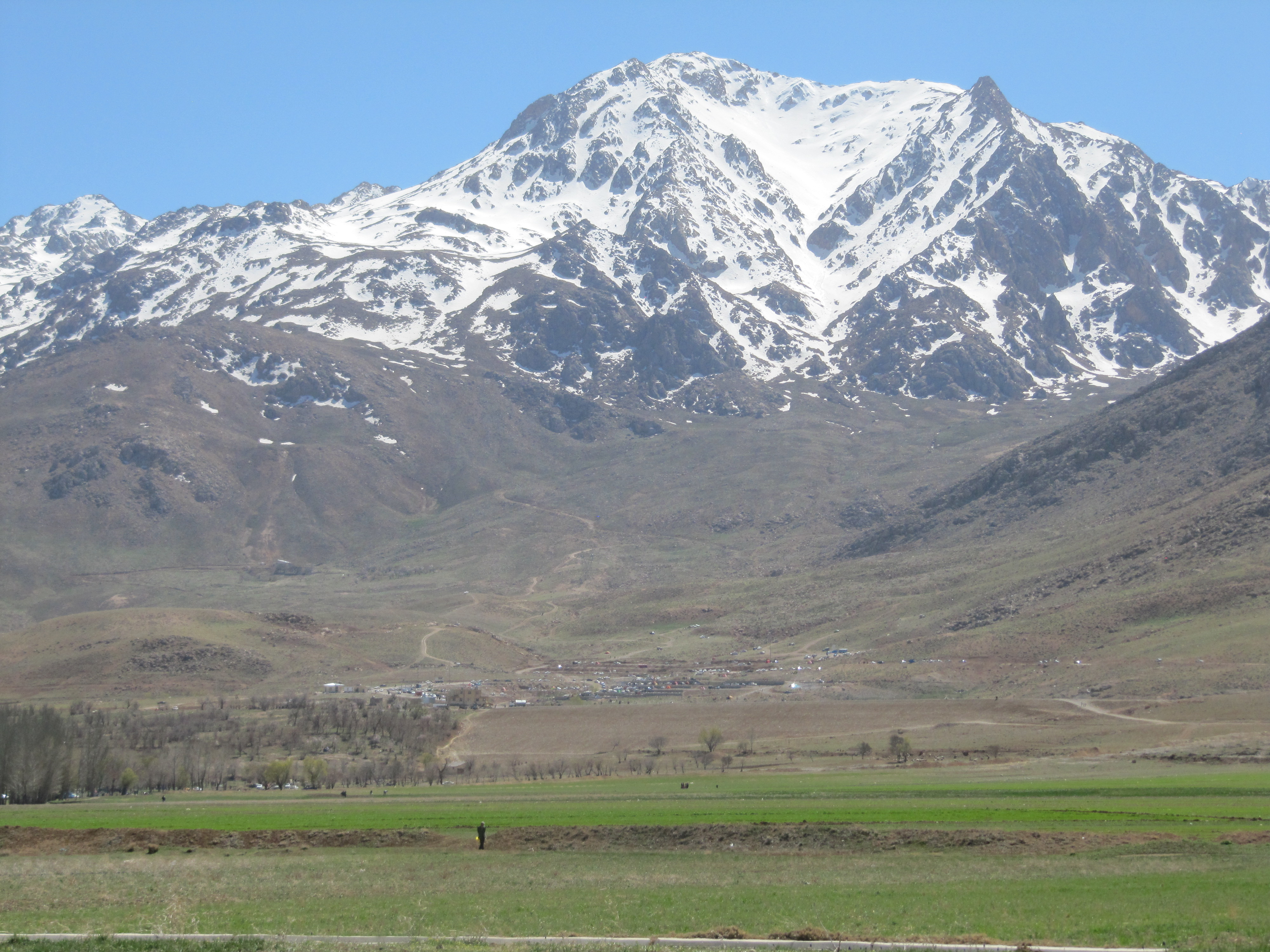
کوه جهان‌بین
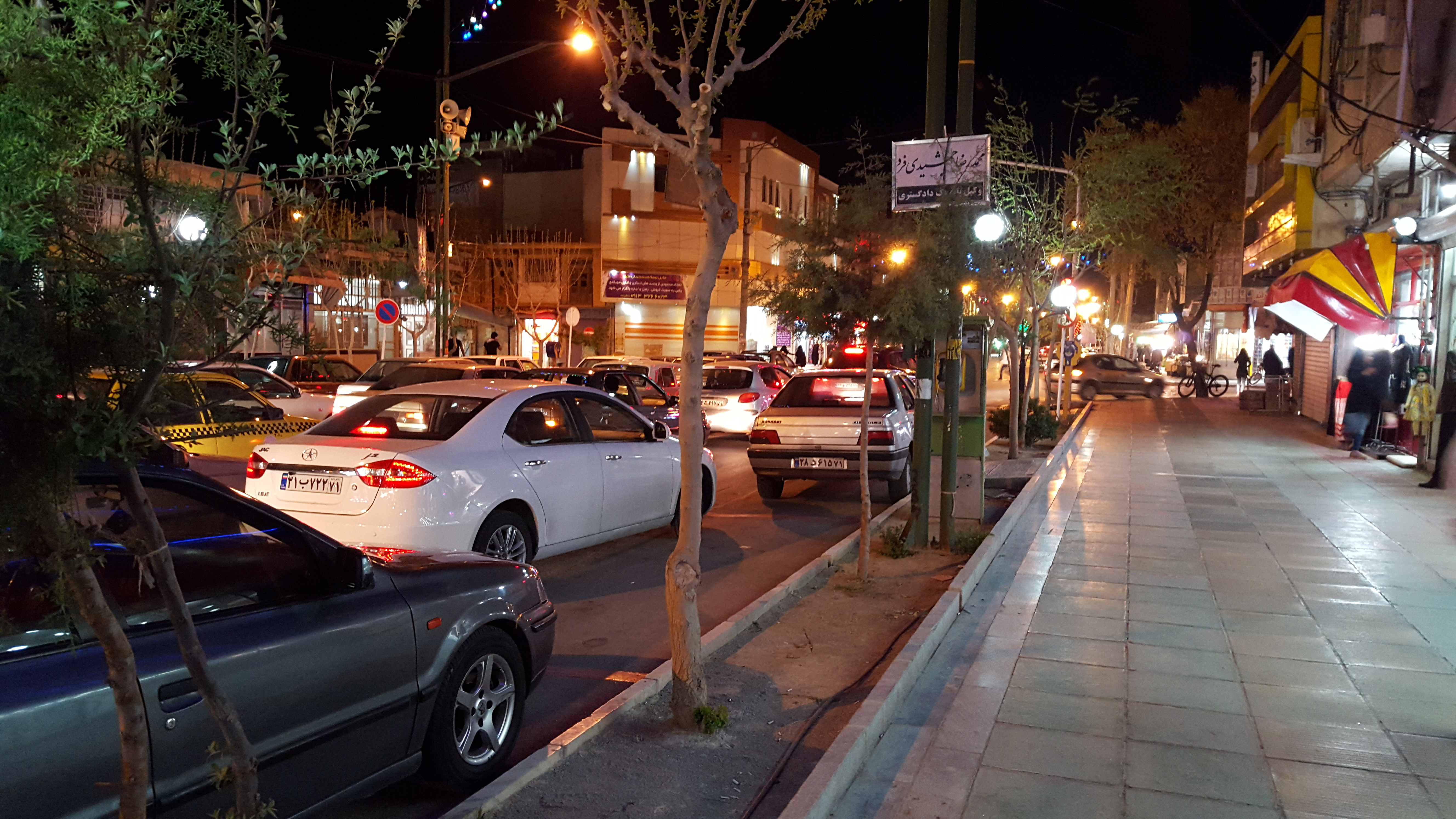
خیابان ملت
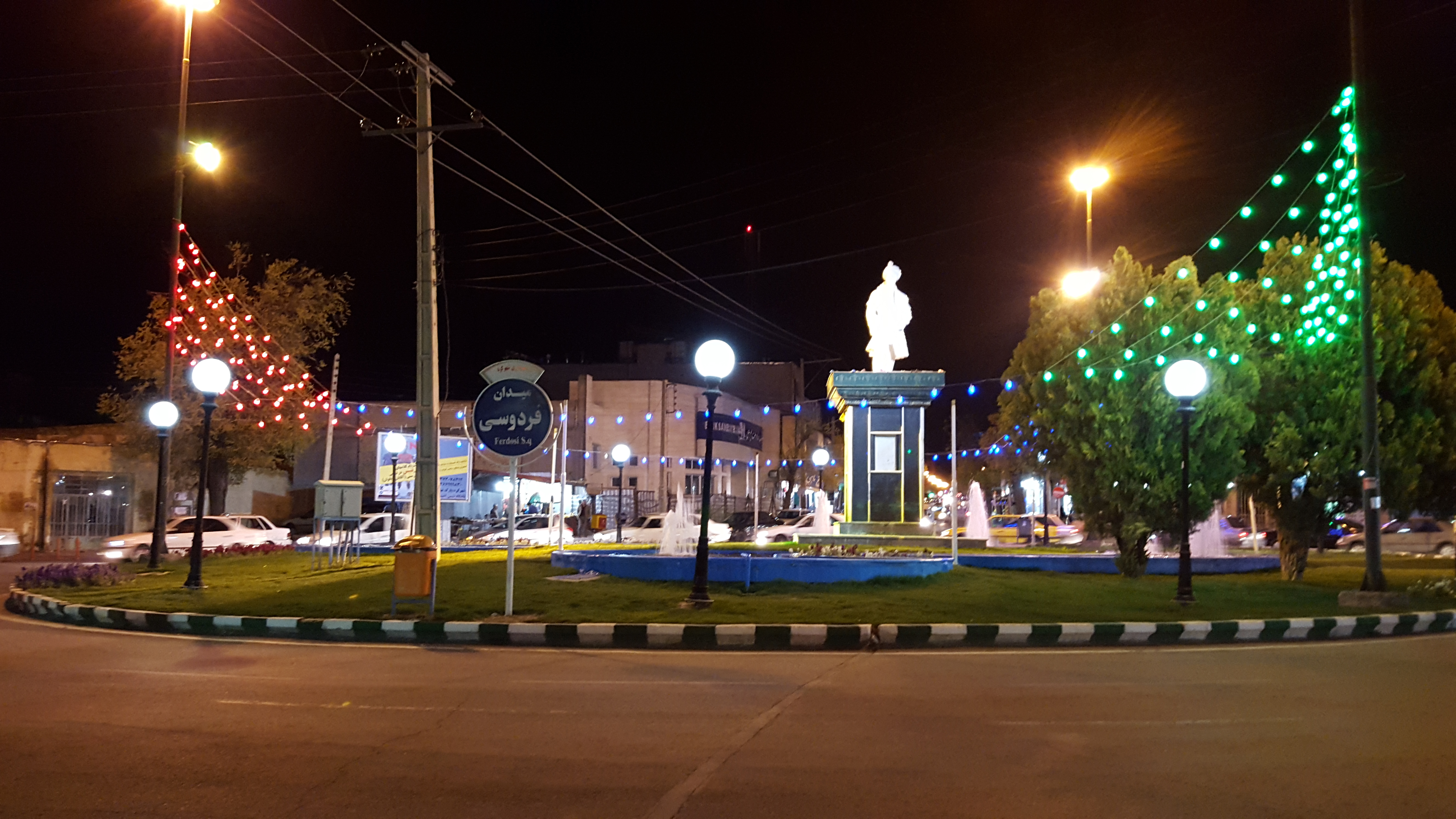
میدان فردوسی
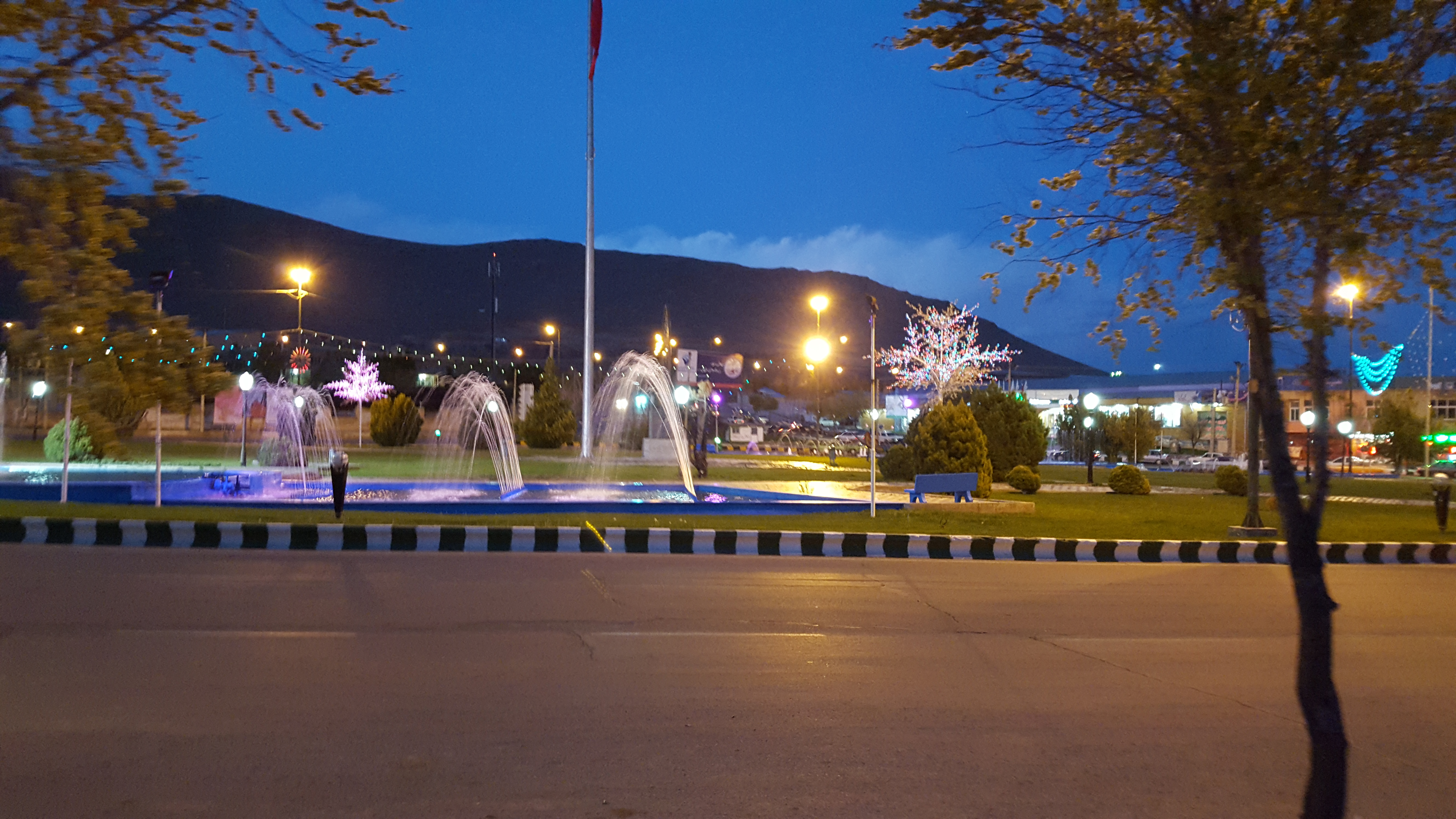
میدان امام حسین
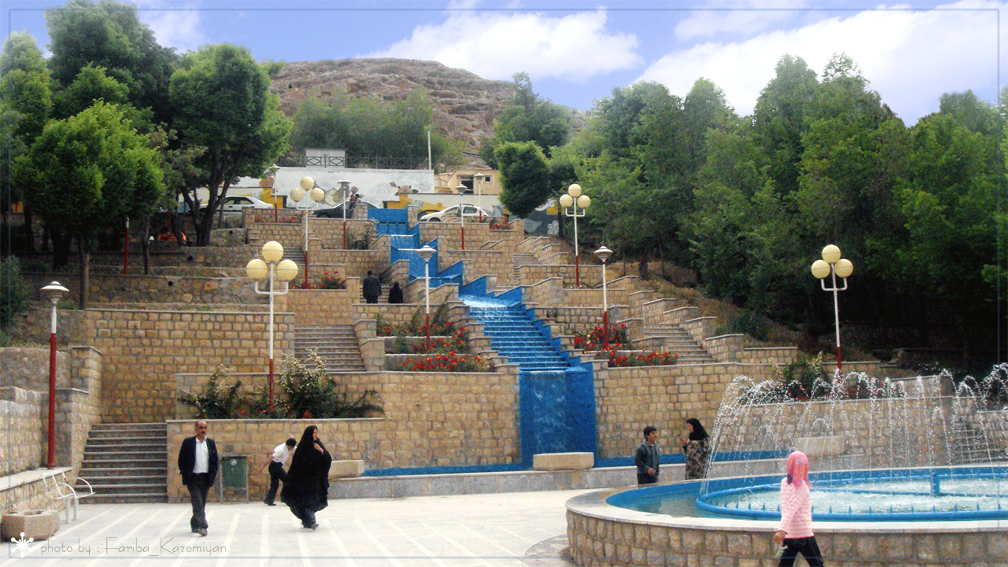
پارک کوهستانی ملت
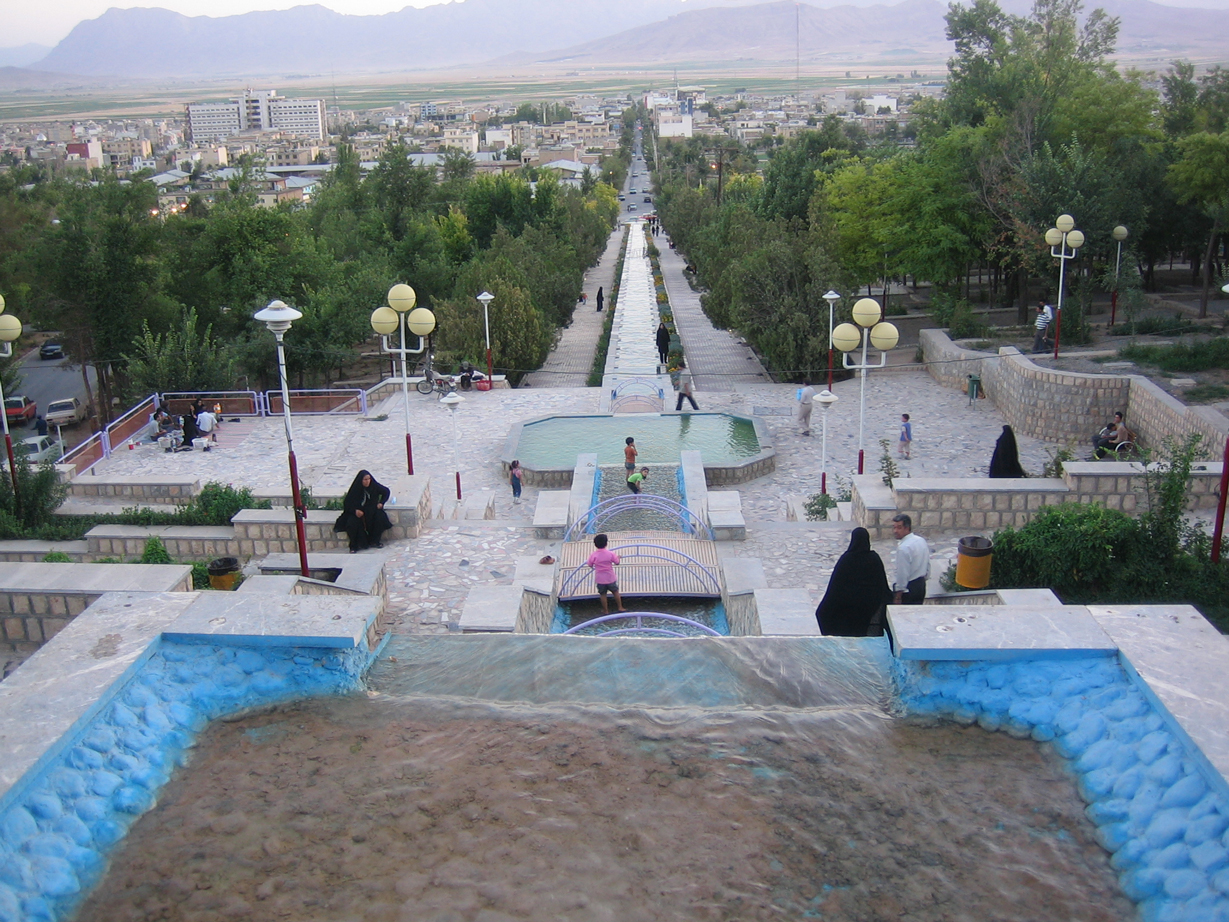
نمایی دیگر  از پارک ملت
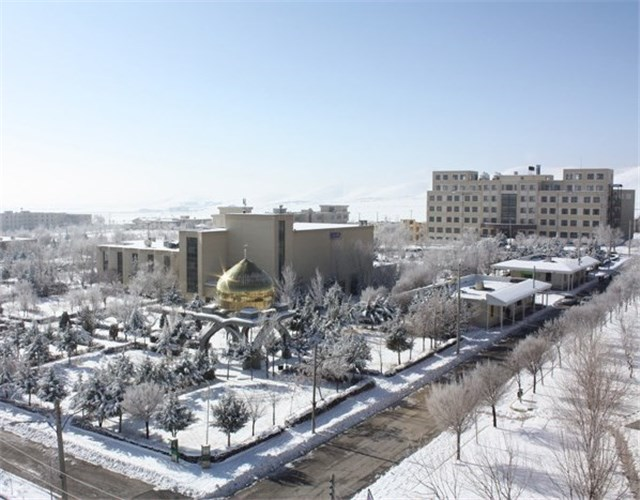
دانشگاه آزاد اسلامی واحد شهرکرد
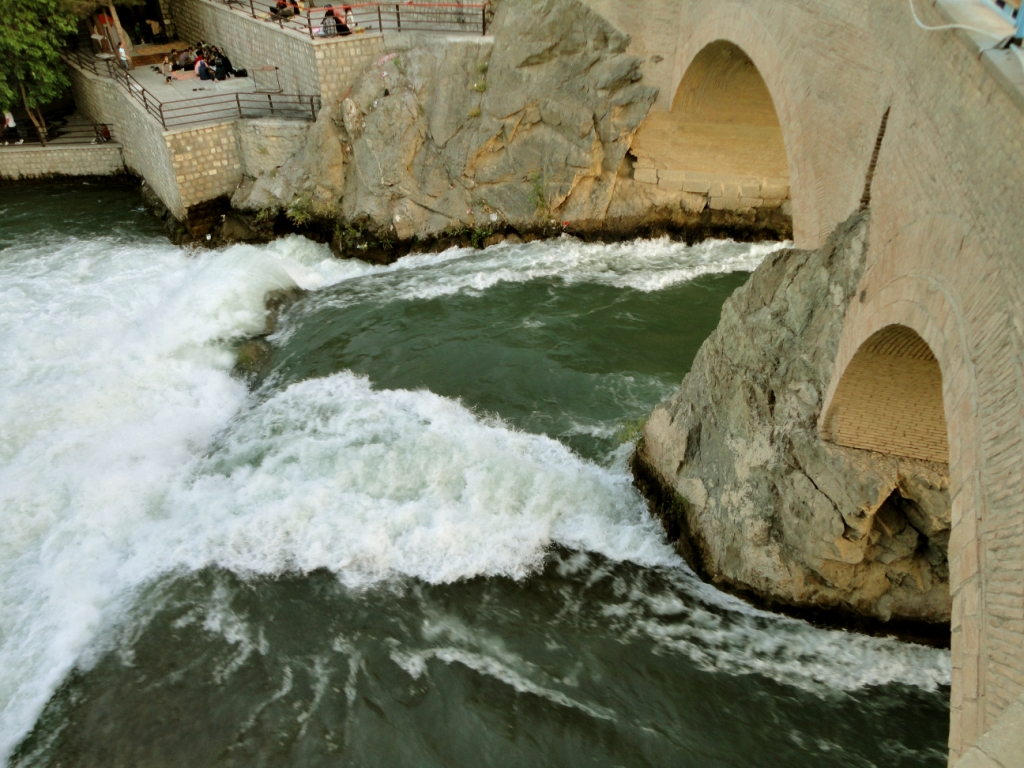
پل زمانخان- زاینده‌رود